# ポール・ランジュバン
ポール・ランジュヴァン （Paul Langevin、1872年1月23日 - 1946年12月19日）は、フランスの物理学者。

## 生涯
パリに生まれた。物理・化学学校（École de Physique et Chimie）と高等師範学校（École Normale Supérieure）で学んだ後、ケンブリッジ大学に進み、キャヴェンディッシュ研究所でジョゼフ・ジョン・トムソンのもとで学んだ。その後ソルボンヌ大学でピエール・キュリーのもとで1902年に学位を得た。1904年、コレージュ・ド・フランスの教授となった。1926年、パリ市立工業物理化学高等専門大学の校長になった。1934年、科学アカデミーに選ばれた。
常磁性や反磁性の研究を行った。原子の電子構造から磁性の起源を説明した。1917年、水晶の圧電効果を使った水晶振動子を開発し、超音波を初めて発生させることに成功。これを第一次世界大戦中に潜水艦の位置の測定に用いる研究を行ったが、戦争中に実用化することはできなかった。ランジュヴァンは、1922年にアインシュタインをコレージュ・ド・フランスに招くなどフランスにおいて相対性理論を広めた一人である。また、ソナーの開発者としても知られる。
1910年、マリ・キュリーとの恋愛が発覚した（ちなみに、キュリーの孫で物理学者のエレーヌ・ランジュヴァン＝ジョリオはランジュヴァンの孫ミシェルと結婚している）。1928年に王立協会の外国人会員となり、同協会から1940年にコプリ・メダルを受賞した。
1934年に左派知識人によって結成された反ファシズム知識人監視委員会の副会長を務めた。1940年10月30日、反ファシズムの発言のためにゲシュタポに逮捕された。翌11月に学生の抗議運動が起こり、さらに、ジョルジュ・ポリツェル、ジャック・ソロモン（共産党員であった娘エレーヌの夫）、ジャック・ドクールら共産党の知識人が『自由大学（l'Université libre）』紙を地下出版し、ランジュヴァンの逮捕に抗議した。38日間にわたってサンテ刑務所に拘留された後に釈放されたが、1942年にジャック・ソロモンがゲシュタポに逮捕されて銃殺刑に処され、次いで娘エレーヌがアウシュヴィッツ強制収容所に送られた（後に生還）。いったんスイスに亡命した後、戦後に帰国。1944年から1946年に死去するまで（1898年にドレフュス事件の再審派によって結成された）人権連合の会長を務めた。1946年12月19日、パリにて死去。1948年11月17日にパンテオンに合祀された。

## 業績
- ランジュバン方程式
- ランジュバン動力学
- 双子のパラドックス
- ブリルアン関数とランジュバン関数
- ソルベー会議